# Web-Seminar

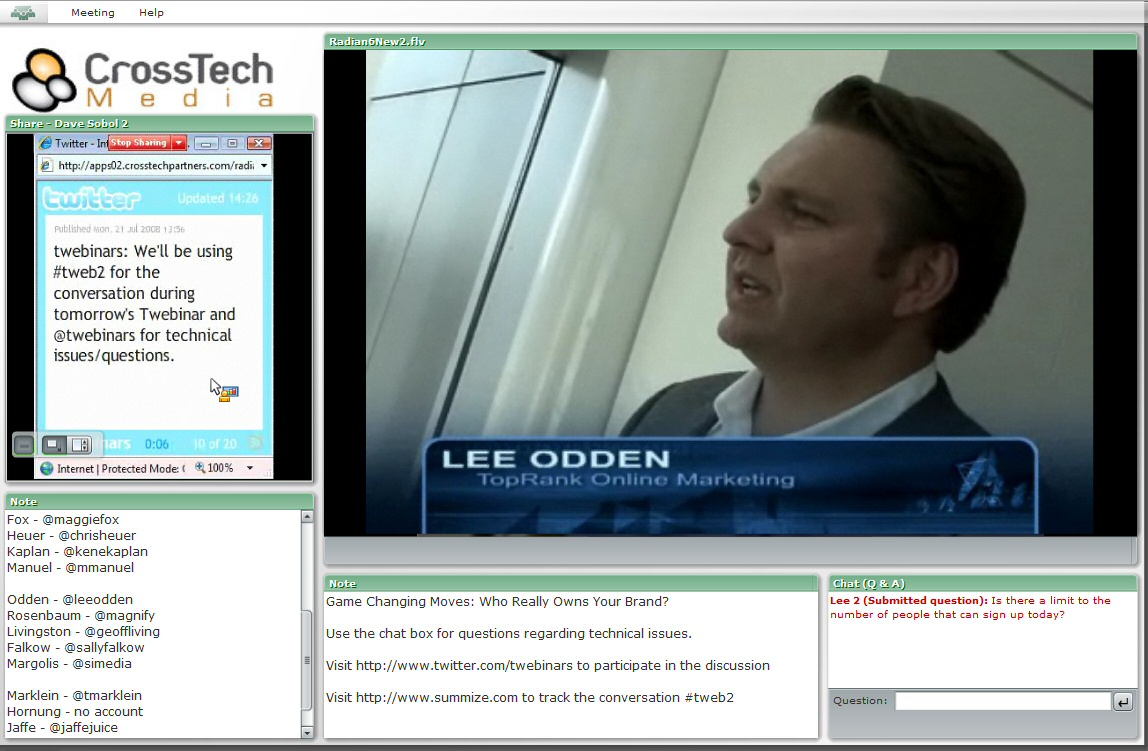
Beispiel einer Webinar-Bildschirmübertragung

Ein Web-Seminar oder Webinar in seiner ursprünglichen Form ist ein Seminar, das über das World Wide Web gehalten wird. Der Neologismus Webinar ist ein Portmanteauwort aus den Wörtern Web (von World Wide Web) und Seminar und ist seit 2003 beim Deutschen Patent- und Markenamt als Wortmarke eingetragen. Die Marke Webinar wird von dem Unternehmen Webinar Ltd. & Co. KG verwendet, die das Portal WEBINAR.DE betreibt. Inzwischen werden Veranstaltungen der unterschiedlichsten Art, die im virtuellen Klassenzimmer stattfinden, als Webinar bezeichnet. Beispiele hierfür sind Marketingveranstaltungen, Vorträge oder Online-Besprechungen.

## Definition
Im Unterschied zum Webcast auf Abruf, bei dem die Information nur in einer Richtung übertragen wird, ist ein Webinar interaktiv ausgelegt und ermöglicht beidseitige Kommunikation zwischen Vortragendem und Teilnehmern. Ein Webinar ist „live“ in dem Sinne, dass die Informationen innerhalb eines Programms mit einer festgelegten Start- und Endzeit übermittelt wird. In den meisten Fällen werden die mündlichen Erläuterungen des Vortragenden zu dem am Bildschirm Gezeigten via VoIP (Voice over Internet Protocol) übertragen. Das funktioniert in der Regel auch umgekehrt, wenn der Teilnehmer eine Sprechgarnitur oder ein Mikrofon an seinem Computer angeschlossen hat und der Webinar-Moderator ihm Sprechrechte zugeteilt hat. In manchen Fällen (vor allem in der Anfangszeit der Webinare) mussten sich die Zuhörer das Tonsignal über eine gesonderte Telefonschaltung übermitteln lassen. Heute können sich mehrere Personen gleichzeitig per VoIP unterhalten. Weitere, typische Interaktionsmöglichkeiten sind das Herunterladen von Dateien, Fragestellungen via Chat oder die Teilnahme an Umfragen.

## Anwendungsmöglichkeiten
An Webinaren können mehrere, theoretisch unbegrenzt viele Personen teilnehmen. Dies findet beispielsweise für Lehrgänge oder Online-Pressekonferenzen Anwendung. Demzufolge sind die Funktionen verbreiteter Lösungen auf diese Szenarien zugeschnitten: robustes Event-Einladungsmanagement, interaktive Umfragen und umfassende Auswertungen zu den Teilnehmern.
Dem Seminarvorstand ist es überlassen, eine Prüfungsschranke, zum Beispiel in Form einer Lernstandserhebungen durchzuführen und nach erfolgreichem Bestehen Zertifikate auszuteilen.
Das Einsatzgebiet von Web-Seminaren umspannt:
- Bewerbungsgespräche
- Unternehmensfortbildungen
- Angebote auf Lernplattformen
- Online Coaching und Mentoring

Zu unterscheiden sind Lösungen, die sich auf den virtuellen Seminarraum konzentrieren, und Plattform-Lösungen, bei denen es einen öffentlichen Marktplatz für Online-Seminare gibt, an denen jeder teilnehmen oder bei denen man selbst Webinare anbieten kann. Plattform-Lösungen umfassen mehr Funktionen rund um die Organisation und Promotion eines Webinars, zum Beispiel Social Media, Event-Foren, eine Landing Page, Affiliate-Programme etc.
Darüber hinaus kann eine solche Plattform auch im eigenen Corporate Design umgesetzt werden, was meist größere Unternehmen als Lösung wählen.

## Funktionen
Diese technischen Features kann ein Web-Seminar ausführen:
- Die Teilnahme am virtuellen Seminar mit einem digital erworbenen Ticket durch einen Online Kauf mit oder ohne automatisierter Rechnungsübermittlung
- Die Verlinkung der Webschulung in Erinnerungs- und Bestätigungsmails oder im virtuellen Kalender
- Die Anmeldung durch einen Double-Opt-In Prozess
- Datentransfer und -Analyse
- Die Teilnahme an vielen, simultan laufenden Web-Seminaren mit einer uneingeschränkten Personenzahl
- Die Integration von dutzenden von Speakern gleichzeitig über Webcam oder Smartphone mit einem Rückkanal, mit oder ohne externer Software-Komponenten
- Die Übermittlung von Teilnehmerzertifikaten
- Die Aufnahme sowie das Zurverfügungstellen der Web-Schulungsaufnahme als Video-on-Demand

Web-Seminare integrieren häufig folgende Interaktionstools:
- Dolmetscherservice, Untertitelung bzw. Übersetzen der Tonspur in unterschiedliche Sprachen
- Nutzung von Präsentationen per Präsentationsprogramm, Bildern, Audio- und Videodateien
- Das Herunterladen und Hochladen von Dokumenten inklusive gemeinsamer Bearbeitung
- Private und öffentliche Chatfunktionen
- Umfragen, Frage & Antworten und Multiple-Choice-Fragen in Echtzeit
- Merchandising
- Prüfungsschranken und Tests

Supportmöglichkeiten finden Teilnehmende und die Schulungsleitung in den meisten Fällen über das Telefon, das Internet, per E-Mail oder persönlich mit dem Serviceprovider der Online Seminarplattform.

## Markenschutz
Da die Wortmarke Webinar bis 2033 geschützt ist, werden alternativ Wortzusammenfügungen wie Web-Seminar, Online-Seminar, Live-Webcasts, Webinterview oder Webkonferenzen benutzt. Es bestehen Zweifel, ob der bestehende Markenschutz rechtlich durchsetzbar ist. Die Löschung der Markeneintragung wurde mehrmals beantragt, allerdings bis jetzt nicht stattgegeben.

## Anbieter von Webinar-Software
Anbieter von Webinar-Software sind unter anderem Citrix, Adobe, Zoom Video Communications und WebEx oder auch deutsche Anbieter wie beispielsweise Alfaview.